# 도깨비가지

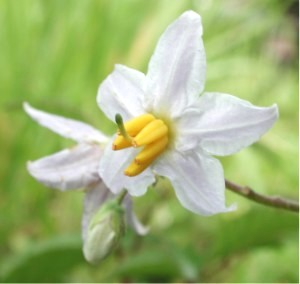
도깨비가지 꽃

도깨비가지는 강둑이나 공터에서 자라는 여러해살이풀이다. 줄기는 곧추서며, 가지를 친다. 높이는 50-100cm이고, 별모양털과 날카로운 가시가 있다. 도깨비가지는 한국의 토종 생태계를 교란하는 외래식물이다. 대한민국 환경부는 2002년에 도깨비가지를 생태계 교란 외래식물로 지정했다.

## 특징

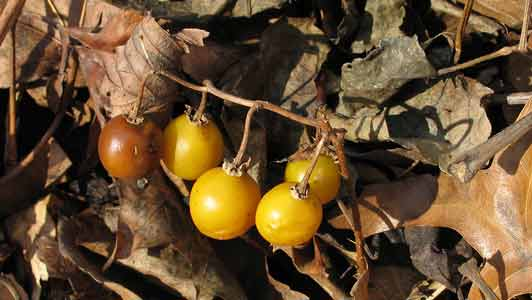
도깨비가지 열매

잎은 어긋나며, 긴 타원형 또는 난형이다. 길이는 8-15cm이고, 폭은 4-8cm이다. 끝은 뾰쪽하고 밑은 주걱 모양이다. 꽃은 6-10월에 핀다. 꽃자루는 길이 6-14mm이다. 꽃받침은 5갈래로 갈라지며, 끝이 뾰쪽하다.